# Tarenna harmandiana
Tarenna harmandiana är en måreväxtart som beskrevs av Charles-Joseph Marie Pitard. Tarenna harmandiana ingår i släktet Tarenna och familjen måreväxter. Inga underarter finns listade i Catalogue of Life.